# Мисуркин, Александр Александрович
Алекса́ндр Алекса́ндрович Мису́ркин  (род. 23 сентября 1977) — российский космонавт-испытатель отряда ФГБУ «НИИ ЦПК имени Ю. А. Гагарина» (29 декабря 2006 — 31 марта 2022). 116-й космонавт России (СССР) и 531-й космонавт мира. Совершил три космических полёта к Международной космической станции на транспортных пилотируемых кораблях «Союз ТМА-08М», «Союз МС-06» и «Союз МС-20». Участник основных космических экспедиций МКС-35/МКС-36, МКС-53 /МКС-54, 20-й экспедиции посещения МКС. Продолжительность полётов составила более 346 суток. Совершил четыре выхода в открытый космос, общая продолжительность работ в открытом космосе составила 28 часов 13 минут. До поступления в отряд космонавтов служил лётчиком, командиром авиационного звена гвардейского учебно-авиационного полка Краснодарского военного авиационного института имени А. К. Серова. Подполковник ВВС (2009). Герой Российской Федерации, лётчик-космонавт Российской Федерации (2016). Почётный гражданин города Орла.

## Образование
Мисуркин Александр Александрович родился 23 сентября 1977 года в Ершичах Смоленской области. Его отец Александр Михайлович родом из Шумячского района, работал в Ершичах водителем в райсельхозтехнике, мать — Людмила Георгиевна трудилась бухгалтером в райпо (районное потребительское общество). В 1983 году родители расстались. Людмила Георгиевна вместе с сыном и дочерью Мариной переселилась в Орловскую область, на свою родину.
Со 2-го класса Александр Мисуркин учился в школе-лицее № 1 города Орёл. С детских лет мечтал о полёте в космос. В 13 лет, прибавив себе два года возраста, записался в Центральный планерный аэроклуб в Пугачевке, где совершил самостоятельный полёт на планере ещё до того, как научился водить автомобиль.
В 1994 году, после окончания школы, поступил в Качинское ВВАУЛ, в сентябре 1998 года продолжил обучение в Армавирском военном авиационном институте, который окончил в октябре 1999 года с золотой медалью и получил квалификацию «лётчик-инженер». Присвоено звание лейтенант.
С 1999 по 2006 год служил лётчиком, старшим лётчиком, командиром авиационного звена гвардейского учебно-авиационного полка Краснодарского военного авиационного института в городе Тихорецке, Северо-Кавказский военный округ. Лётчик-инструктор 1-го класса. Освоил самолёт Л-39. Общий налёт — 1060 часов. Инструктор парашютно-десантной подготовки. Офицер-водолаз. Приказом министра обороны РФ в июле 2012 года уволен из Вооруженных сил в запас. Подполковник ВВС запаса (звание подполковника было присвоено в 2009 году).

### Космическая подготовка
Гвардии майор ВВС Мисуркин прошел медицинское обследование в Институте медико-биологических проблем. 11 октября 2006 года решением Межведомственной комиссии по отбору космонавтов был рекомендован к зачислению на должность кандидата в космонавты отряда РГНИИ ЦПК. 29 декабря 2006 года зачислен в отряд космонавтов Центра подготовки космонавтов имени Ю. А. Гагарина.
С февраля 2007 года по июнь 2009 года проходил общекосмическую подготовку, которую завершил 2 июня, сдав госэкзамены в ЦПК с оценкой «отлично». С 28 июня по 4 июля 2008 года в Севастополе участвовал в тренировках на случай посадки спускаемого аппарата на воду в составе условного экипажа вместе с Николаем Тихоновым и астронавтом Кэтрин Коулман (США). 9 июня 2009 года на заседании Межведомственной квалификационной комиссии Мисуркину была присвоена квалификация «космонавт-испытатель» и вручено удостоверения космонавта № 203. 1 августа 2009 года назначен на должность космонавта-испытателя отряда ЦПК.
С августа 2009 года по февраль 2011 года проходил подготовку в составе группы специализации по программе МКС. 26 апреля 2010 года был аттестован в качестве космонавта отряда ФГБУ «НИИ ЦПК имени Ю. А. Гагарина». В июле 2010 года в Казахстане в составе условного экипажа, вместе с Сергеем Жуковым и инженером Сергеем Герасименко, принимал участие в тренировках по выживанию в условиях пустыни и полупустыни, в августе 2011 года принимал участие в «морских» тренировках космонавтов в учебном центре МЧС под Ногинском.
С января 2011 года проходил подготовку в составе дублирующего экипажа МКС-33/МКС-34 в качестве бортинженера ТПК «Союз ТМА-М» и МКС. 23 октября 2012 года в период подготовки к старту ТПК «Союз ТМА-06М» был дублёром бортинженера основного экипажа.
4 марта 2013 года в составе экипажа ТПК «Союз ТМА-08М» с космонавтом Павлом Виноградовым и астронавтом Кристофером Кэссиди приступил к прохождению итоговых комплексных экзаменационных тренировок. 5 марта 2013 года экипаж сдал экзамен по программе короткой, четырёхвитковой схемы сближения с МКС, а 6 марта 2013 года завершил комплексные испытания тренировкой на тренажёре корабля «Союза ТМА-М». По итогам каждой тренировки экипаж получил отличные оценки. 7 марта 2013 года Мисуркин был утверждён Межведомственной комиссией в качестве бортинженера-1 основного экипажа корабля «Союз ТМА-08М». 27 марта 2013 года решением Государственной комиссии на космодроме Байконур утверждён бортинженером-1 основного экипажа.

## Первый полёт
29 марта 2013 года в 00 часов 43 минуты по московскому времени Мисуркин стартовал на космическом корабле «Союз ТМА-08М» в качестве бортинженера корабля и основных космических экспедиций МКС-35/МКС-36 вместе с командиром экипажа Павлом Виноградовым и вторым бортинженером Кристофером Кэссиди. Это был первый пилотируемый полёт к Международной космической станции по сокращённой программе: время полёта составило 6 часов вместо двух суток по четырёхвитковой схеме сближения с МКС. Корабль пристыковался к малому исследовательскому модулю «Поиск» российского сегмента МКС.
Мисуркин на борту МКС лично принимал участие в научно-исследовательских экспериментах: «Релаксация» — исследование хемилюминесцентных химических реакций и атмосферных оптических явлений, возникающих при высокоскоростном взаимодействии продуктов выхлопа реактивных двигателей с верхней атмосферой Земли, атмосферных оптических явлений при входе тел в разреженную верхнюю атмосферу и её оптических свойств в УФ-диапазоне; «Сейнер» — экспериментальная отработка методики взаимодействия экипажей российского сегмента МКС с судами Росрыболовства в процессе поиска и освоения промыслово-продуктивных районов Мирового океана; «Ураган» — экспериментальной отработке наземно-космической системы мониторинга и прогноза развития природных и техногенных катастроф; «Иммуно» — исследование нейроэндокринных и иммунных ответов у человека во время и после космического полета на МКС; «Матрёшка-Р» — исследование динамики радиационной обстановки на трассе полета и в отсеках МКС и накопления дозы в антропоморфном фантоме, размещенном внутри и снаружи станции; «Спрут-2» — исследование динамики состава тела и распределения жидких сред организма человека в условиях длительного космического полета; «АРИЛ» — изучение воздействия факторов космического полета на экспрессию штаммов-продуцентов интерлейкина-1α; «Биориск» — исследование влияния факторов космического пространства на состояние систем микроорганизмы—субстраты применительно к проблеме экологической безопасности космической техники и планетарного карантина; «Каскад» — исследование процессов культивирования клеток различных видов; «Константа» — изучение влияния факторов космического полета на активность ферментов; «Мембрана» — исследование возможности получения принципиально новых пористых материалов с регулярной структурой для использования в качестве фильтров и мембран. Всего Мисуркин принял участие в более 40 научных экспериментах. Результаты экспериментов были переданы на Землю.
Во время космического полёта Мисуркин совершил три совместных с космонавтом Фёдором Юрчихиным выхода в открытый космос.
24 июня 2013 года Юрчихин и Мисуркин совершили выход в открытый космос, где провели 6 часов 35 минут 45 секунды. Космонавты выполнили ряд работ по монтажу и демонтажу научного оборудования российского модуля МКС, провели тестирование аппаратуры системы сближения космического корабля «Курс».
16-17 августа 2013 года космонавты совершили второй выход в открытый космос, который продолжался более семи часов. Космонавты установили на корпусе МКС научное оборудование, проложили кабель для стыковки с лабораторным модулем, закрепили на внешней поверхности станции специальные поручни для перемещения космонавтов. Космонавты Мисуркин и Юрчихин установили новый рекорд по длительности пребывания в открытом космосе в российских скафандрах — 7 часов 29 минут.
22 августа 2013 года Мисуркин и Юрчихин провели третий выход в открытом космосе по российской программе. В открытом космосе они провели шесть часов и за это время выполнили демонтаж научной аппаратуры, взяли пробы-мазки с поверхности выходного люка МИМ-2 «Поиск», а также провели инспекцию антенн межбортовой радиолинии WAL — WAL6. Чтобы морально поддержать космонавтов во время шестичасового пребывания в открытом космосе, из центра полёта им транслировали «Марш высотников» из советского фильма «Высота». Перед тем как зайти внутрь станции, космонавты развернули в открытом космосе российский флаг.
11 сентября 2013 года после 167-суточного полёта на Международную космическую станцию экипаж в составе космонавтов Роскосмоса Павла Виноградова, Александра Мисуркина и американского астронавта Кристофера Кэссидии вернулся на Землю. В ходе посадки произошла нештатная ситуация: отказали датчики, и экипажу пришлось совершить посадку, получая данные от летчиков авиации поисково-спасательной службы. Посадка была совершена благополучно.
В октябре 2013 года назначен начальником 1-й группы инструкторов-космонавтов ФГБУ ЦПК. 

## Подготовка ко второму полёту
В сентябре 2014 года на острове Сардиния (Италия) в составе группы космонавтов и астронавтов участвовал в шестисуточных подземных тренировках в пещерах с целью приобретения навыков работы в команде в экстремальных условиях.
Мисуркин проходил подготовку в качестве командира дублирующего экипажа транспортного пилотируемого корабля «Союз МС-02» и командира основного экипажа ТПК «Союз МС-04» совместно с космонавтом Николаем Тихоновым и астронавтом Марком Томасом Ванде Хай (космическая экспедиция МКС-51/52), старт которого запланирован на весну 2017 года.
23 ноября 2015 года на интернет-странице Александра Мисуркина «Космос: Начало пути!» было объявлено об открытом конкурсе на создание эскиза эмблемы миссии ТПК «Союз МС-04». По задумке командира корабля на эскизе должна была появится композиция изображений орла «Альтаир» (позывной экипажа) и корабля «Союз». В конкурсе приняло участие более 150 человек и 15 февраля 2016 года были объявлены его результаты. Первое место занял эскиз уроженца Санкт-Петербурга Алексея Тарапата.
В октябре 2016 года, в связи с сокращением численного состава российских космонавтов в экипажах МКС до двух человек, экипаж ТПК «Союз МС-04» был полностью изменён, а старт перенесен на 27 марта 2017 года. 28 октября 2016 года Межведомственная комиссия Госкорпорации «РОСКОСМОС» утвердила составы основных и дублирующих экипажей длительных экспедиций (МКС-51/52, 52/53, 53/54, 54/55) к Международной космической станции в 2017 году. Мисуркин Александр Александрович назначен бортинженером экспедиции МКС-53, командиром экспедиции МКС-54 и командиром ТПК «Союз МС-06».

## Второй полёт
13 сентября 2017 года в 00:17:02 мск Александр Мисуркин стартовал в качестве командира экипажа космического корабля «Союз МС-06» и экипажа Международной космической станции по программе основных космических экспедиций МКС-53/54. Полёт к МКС осуществлялся по «короткой» шестичасовой четырёхвитковой схеме. В 05:55 мск 13 сентября корабль «Союз МС-06» в автоматическом режиме пристыковался к Международной космической станции на стыковочный узел модуля «Поиск».
3 февраля 2018 года Александр Мисуркин и космонавт Антон Шкаплеров совершили выход в открытый космос. За время работы на внешней поверхности МКС космонавты установили на приборный блок остронаправленной антенны новый приёмный модуль широкополосной системы связи, позволяющей существенно увеличить пропускную способность и эффективность передачи телеметрической и целевой информации в режиме реального времени с помощью спутниковой системы «Луч». Также космонавты провели ряд дополнительных работ с оборудованием на внешней поверхности станции. Продолжительность их пребывания в условиях открытого космоса составила 8 часов 12 минут, что стало рекордом пребывания российских космонавтов в космосе.
28 февраля 2018 года экипаж ТПК «Союз МС-06» вернулся на землю.

## Подготовка к третьему полёту
Прошёл подготовку в качестве командира основного экипажа ТПК «Союз МС-20» совместно с участниками 20-й экспедиции посещения МКС: японским предпринимателем Юсаку Маэдзава и его ассистентом Ёдзо Хирано.

## Третий полёт
8 декабря 2021 года, в 10:38:15 по московскому времени, с площадки № 31 космодрома Байконур состоялся успешный пуск ракеты-носителя «Союз-2.1а» с пилотируемым кораблем «Союз МС-20». В составе экипажа: космонавт Роскосмоса Александр Мисуркин (командир корабля) и два участника 20-й экспедиции посещения МКС — японский предприниматель Юсаку Маэдзава и его ассистент Ёдзо Хирано. Полёт «Союз МС-20» проходил по четырёхвитковой схеме сближения с Международной космической станцией. Стыковка корабля с МКС была произведена в 16:40:44 по московскому времени в автоматическом режиме. По окончании проверки герметичности стыка между космическим кораблём и модулем «Поиск» экипаж корабля перешёл на борт МКС.
19 декабря экипаж покинул МКС, закрыл люки на корабле и приготовился к расстыковке. 20 декабря в 02:50 мск «Союз МС-20» отстыковался от станции. В 05:18 мск двигательная установка корабля включилась на торможение. После этого «Союз» разделился на отсеки и вошёл в плотные слои атмосферы, затем над спускаемым аппаратом раскрылся основной парашют. Спускаемый аппарат пилотируемого корабля «Союз МС-20» приземлился в 148 км юго-восточнее от города Жезказган в Казахстане.
Статистика полётов
| # | Стартовый корабль | Старт, UTC        | Экспедиция              | Корабль посадки | Посадка, UTC      | Налёт                        | Выходы в открытый космос | Время в открытом космосе |
| - | ----------------- | ----------------- | ----------------------- | --------------- | ----------------- | ---------------------------- | ------------------------ | ------------------------ |
| 1 | Союз ТМА-08М      | 28.03.2013, 20:43 | Союз ТМА-08М, МКС-35/36 | Союз ТМА-08М    | 11.09.2013, 02:58 | 166 суток 06 часов 15 минут  | 3                        | 20 часов 01 минута       |
| 2 | Союз МС-06        | 12.09.2017, 21:17 | Союз МС-06, МКС-53/54   | Союз МС-06      | 28.02.2018, 02:31 | 168 суток 05 часов 14 минут  | 1                        | 08 часов 12 минут        |
| 3 | Союз МС-20        | 08.12.2021, 07:38 | Союз МС-20, ЭП-20       | Союз МС-20      | 20.12.2021, 03:13 | 11 суток 19 часов 35 минут   | 0                        | -                        |
|   |                   |                   |                         |                 |                   | 346 суток 07 часов 04 минуты | 4                        | 28 часов 13 минут        |

31 марта 2022 года Мисуркин Александр Александрович завершил свою деятельность в отряде космонавтов Роскосмоса.

## Семья
Александр Александрович Мисуркин женат на Ольге Анатольевне, с которой познакомился и женился во время прохождения военной службы в г. Тихорецке. В семье двое детей — дочь Юлия (род. 2002) и сын Александр (род. 2010).

## Награды и почётные звания
- Герой Российской Федерации (26 августа 2016 года) — за мужество и героизм, проявленные при осуществлении длительного космического полёта на Международной космической станции[34];
- орден «За заслуги перед Отечеством» IV степени (1 апреля 2019 года) — за мужество и высокий профессионализм, проявленные при осуществлении длительного полета на Международной космической станции[35];
- Лётчик-космонавт Российской Федерации (26 августа 2016 года) — за мужество и героизм, проявленные при осуществлении длительного космического полёта на Международной космической станции[34];
- квалификация «Космонавт 1-го класса» (14 августа 2018 года) — за образцовое выполнение пилотируемых космических полётов по программе МКС, а также в соответствии с Положением о космонавтах РФ[36];
- медаль «За воинскую доблесть» II степени[2];
- медали «За отличие в военной службе» I, II и III степеней;
- знак Гагарина (Федеральное космическое агентство)[19];
- медаль Ю. А. Гагарина (ГК «Роскосмос», 2018)[37];
- медаль Алексея Леонова (Кемеровская область, 2015) — за три совершённых выхода в открытый космос[38];
- знак преподобного Сергия Радонежского (Московская область, 15 января 2021 года) — за особо плодотворную государственную, благотворительную и общественную деятельность на благо Московской области[39];
- Почётный гражданин города Орла (28 декабря 2013 года)[40].

## Увлечения
Во время прохождения военной службы Мисуркин увлекался рукопашным боем по системе Кадочникова. Продолжает заниматься спортом, увлекается бадминтоном, баскетболом, горными лыжами, картингом. Организовал федерацию бадминтона Орловской области, является ее президентом.

## Популяризация космонавтики
От своего имени Александр Мисуркин ведет сайт https://amisurkin.com и официальные страницы в социальной сети ВКонтакте и Telegram, где публикует текстовые, фото- и видеоматериалы, интересные всем энтузиастам космонавтики.